# 社会文化的進化

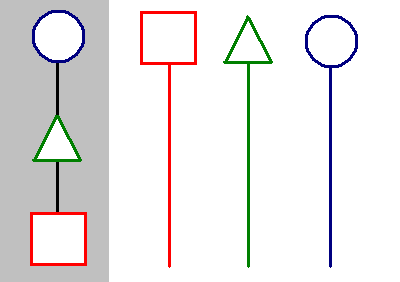
単系進化のモデル（左）では全ての文化は定められた段階を通して進歩する。一方、多系進化のモデル（右）ではそれぞれの文化の歴史が強調される。

社会文化的進化（しゃかいぶんかてきしんか、英語: sociocultural evolution）は、長期にわたってどのように文化や社会が発展したのかを記述する、文化進化や社会進化についての理論を表す包括的な用語である。このような理論は典型的には技術、社会構造、社会的価値といったものの関係や、なぜそれらが時間の経過と共に変化するのかを理解するためのモデルを与えるものであるが、実際には多種多様であり、変異や社会変化のメカニズムを詳細に述べるものもある。
19世紀の多くの社会文化的進化研究や20世紀のいくつかの研究は、人類全体の進化モデルを示すことを主眼としていた。その場合、様々な社会は社会発展の異なる段階にあるとされた。現在でも世界システム論のアプローチにこの考え方の延長が見られる。もっと最近の20世紀の研究の多くは、個別の社会に特有の変化に焦点を据えており、社会進歩のような一方向への変化という概念を斥けている。社会文化的進化理論の枠組は多くの考古学者や文化人類学者の仕事で用いられている。社会文化的進化についての現代的なアプローチとしては、ネオ進化論や社会生物学、近代化の理論、脱工業化社会の理論などがある。

## 序論
人類学者や社会学者はしばしば、人間には生来社会的傾向があるが、人間の社会行動の各々は非遺伝的な原因と力学にもとづいている（言い換えればある社会環境のもとで社会的相互作用によってそのような行動が学び取られる）と考えている。それぞれの社会は、社会的（＝他の社会との相互作用）かつ生物的（＝天然資源や自然的制約との相互作用）な複合的環境のもとで存在しているのであり、こうした環境に自己適応している。従って必然的に全ての社会は変化することになる。
初期の社会文化的理論はオーギュスト・コント、ハーバート・スペンサー、ルイス・ヘンリー・モーガンらによってほぼ同時に唱えられた（彼らの理論はチャールズ・ダーウィンの進化論とはまったく関係ない。ダーウィンの理論が普及するのは19世紀後半から第一次世界大戦末頃である）。彼らの19世紀的な単系的進化理論によれば、社会は原始的な状態から開始され、時間が経つに従って徐々に文明化していき、西洋文明の文化・技術水準に到達するまで進歩していく。ある種の形態の社会文化的進化理論（主に単系的進化理論）は悪評高い理論を導き、過去には植民地主義や奴隷制などのすでに行われている政策や優生学のような新しい政策を正当化するために用いられることもあった。
多くの19世紀的研究やいくつかの20世紀的研究は、人類を単一の存在とみなしたうえで人類進化のモデルを提示しようとしていた。これに対して20世紀の研究の多くは、多系進化モデルのように、個別の社会に特有の変化に焦点を合わせている。また一方向的変化という考え方（定向進化説、目的論的進化など）も斥けられている。多くの考古学者は多系進化の枠組で研究している。社会変化についての他の現代的な研究としては、ネオ進化論、社会生物学、二重相続理論、近代化論、脱工業化社会論などがある。

## 古典的な社会進化論

### 形成期
西洋文明が社会学的知識を発達させるのに数世紀先立って、14世紀イスラームの学者イブン＝ハルドゥーンは、様々な社会は普遍的な原因によって誕生、成長、衰退を経て最終的に死に至る循環をくり返す生き物であると述べていた。とはいえ、社会や文化が徐々に変化していくという理論は近世ヨーロッパ思想では一般的であった。18世紀以前の大半のヨーロッパ人は社会は現世では衰退期にあると信じていた。ヨーロッパ社会は古典古代を憧憬すべき規範と考えており、古代ギリシアと古代ローマが到達していた技術水準に追いつくことを中世のヨーロッパ人たちは望んでいたのである。同時にキリスト教は、エデンの園や天国より根本的に劣った堕落した世界に人々が住んでいると教えていた。しかし啓蒙時代にはヨーロッパ人の自信は増し、次第に進歩の考え方が広まっていった。後年社会進化論や文化進化論の名で呼ばれるようになるもののルーツはこの時期にある。
啓蒙思想家たちはしばしば社会がいくつもの発展段階を踏みながら徐々に進歩していくと考え、人類史の展開過程を明らかにする論理や秩序といった一連の科学的知識を探し求めた。一例を挙げればゲオルク・ヴィルヘルム・フリードリヒ・ヘーゲルは、ドングリがやがて樫の木になる他ないように、社会発展も不可避的で決定づけられた過程であると論じた。つまり社会もドングリと同様に、原始社会（ホッブズ流に言えば自然状態）から出発して、工業化されたヨーロッパのような状態に進歩していくのが当然であると考えられていたのである。
時が経つにつれ社会も変化していくという議論はミシェル・ド・モンテーニュのような学者も行っているが、社会的文化的進化の展開の重要性がはっきりと認められたのはもっと後、スコットランド啓蒙においてであった。スコットランドが1707年にイングランドと合邦した後、スコットランドの思想家たちの中に、イングランドとの交易の増大や交易によって生まれた富が進歩と「退廃」をもたらしたとすれば、進歩と退廃とはどういう関係にあるのかということに思いをめぐらす者たちが現れた。その成果が一連の仮説的な歴史である。アダム・ファーガソン、ジョン・ミラー、アダム・スミスらによれば、どんな社会も4つの段階を順次通過する。すなわち狩猟・採集、牧畜・遊牧、農業、商業の4段階である。つまりこれらの思想家は、スコットランドが経験しつつある変化は農業社会から商業社会への移行だと理解していたのである。
ドイツの哲学者ヘーゲルらが唱えたような哲学的な進歩概念もこの時期に形成された。フランスではエルヴェシウスらの哲学者がこのスコットランド的伝統の影響を受けた。その後もこの思想はサン＝シモンらによって発展を遂げた。特にオーギュスト・コントは社会進歩についてのまとまった見解を示し、それを研究する新しい学問分野を提起した。すなわち社会学である。創成期の社会学者たちは数十年をかけてこの新しい学問分野を定義しようと試みた。この努力の過程で社会学は、他の学問の方法論や内容から示唆を受けたり、研究者の想像力によって新規に考案されたりしながら、様々に枝分かれをしていった。
こうした発展はもっと広範な文脈で生じた。第一の過程は植民地主義である。列強は被植民者との意見対立を大抵の場合武力で解決してきたが、非西洋人の民族的自覚が増すにつれ、社会や文化とは何かという問いがヨーロッパの学者にとって改めて問題になった。同様に、植民地運営を効率的に行うためには他の文化をある程度まで理解することも必要であった。社会文化的進化の理論の勃興によってヨーロッパ人たちは、徐々に度合いを増しつつある彼らの他者に対する政治的経済的支配を反映し正当化するような仕方で、こうした新しい知識を組織することができたのである。被植民者は進化の度合いが低く、植民者は進化の度合いが高いとされたのである。17世紀イングランドの哲学者トマス・ホッブズが原始人を「技術も学問も社会もない」状態で暮らしており「孤独で貧しく醜悪、愚鈍で欠乏した」生活を送っていると描写したとき、彼はまさしく「野蛮人」についての広範に広まった考え方を述べていたのである。善良で文明的なすべてのものはこの低位の状態からゆっくりとした発展をたどって生じる。ヴォルテールのような合理主義の哲学者でさえ、啓蒙時代が人類の上昇的な進歩が次第にもたらした帰結であると暗黙のうちに考えていた。
第二の過程は産業革命の開始と資本主義の勃興であり、これによって生産手段における持続的な革命が行われ、促進された。社会進化や文化進化についての理論の出現は、産業革命と資本主義によって引き起こされたヨーロッパの変化が明白な改良であったという信念の反映なのである。工業化の進展に加えて、民主主義の支配への道を開いたフランス革命、合衆国憲法と1791年5月3日のポーランド憲法の制定によってもたらされた重大な政治的変化が生じたこともあって、ヨーロッパの思想家たちは、社会がどのように組織されたかについてそれまで前提してきた考え方のいくつかを再考せざるをえなくなったのである。
やがて19世紀になると、社会変および歴史変化についての3つの偉大な古典的理論が作られるようになった。すなわち社会文化的進化、社会循環論、マルクス主義史的唯物論である。これらの理論には共通する要素が一つある。いずれも人類史の辿る道筋は固定されていると考えており、多くの場合それは社会進歩の道であるとされていたのである。それ故、過去に起こったひとつひとつの出来事は、時代的前後関係というだけではなく因果関係の上でも現在および未来の出来事と結びついている。それらの一連の出来事を再現することを通じて社会学は歴史法則を発見することができるのだ、とこれらの理論は論じたのであった。

### 社会文化的進化と考えの発展
社会文化的進化論者は、発展の過程を社会の進歩に導くということに同意する間、古典派の社交的な進化論者は、一方の血統進化の理論として知られている多くの異なった理論を展開した。社会文化的進化論は早い社会文化人類学と社会的な論評が普及している理論で、オーギュスト・コント、エドワード・バーネット・タイラー、ルイス・ヘンリー・モーガン、ベンジャミン・キッド(en:Benjamin Kidd)、レオナルド・ホブハウス(en:Leonard Trelawny Hobhouse、ハーバート・スペンサーのような学者と結び付けられる。
社会文化的進化は、後に生物学の進化論によって影響を与えられた、科学的な線に沿った社会の考えを正式のものにしようとする試みである。もし、生命体が長い間で決定論の規範を認識できれば、社会も同様にそうすることができたことは合理的であると思われた。彼らは、人間の社会と生物学の生体の間の類似性を発展させ、適者生存によって社会学的な理論に変化させ、文明に凶暴性と野蛮な行為の段階を通して社会の進歩をもたらしている自然淘汰と遺伝 － 進化の要因、のような生物学の概念を導入したのである。進歩の考えと共に、人間の進歩が固定されている「段階」の概念を増やした社会進歩の考えが通常、3つに数えられる。 凶暴性、野蛮行為そして文明である。しかしそれより多い場合もあり、フランスの哲学者のコンドルセは10段階に区分した。それは、フランス革命から始まり、新時代で終わっている。人間の権利と人類の完全な先駆けとなるように定められてい為である。多くの執筆家が、同じくそれぞれの個人の成長段階で社会のこれらの段階の要約を認知した。奇妙な習慣は、初期の有用な実践に逆行すると仮定したと説明された。これは又、科学的な訓練としての人類学の始まりと旧式文化の伝統的な宗教的な光景からの脱却を特徴付ける事となった。

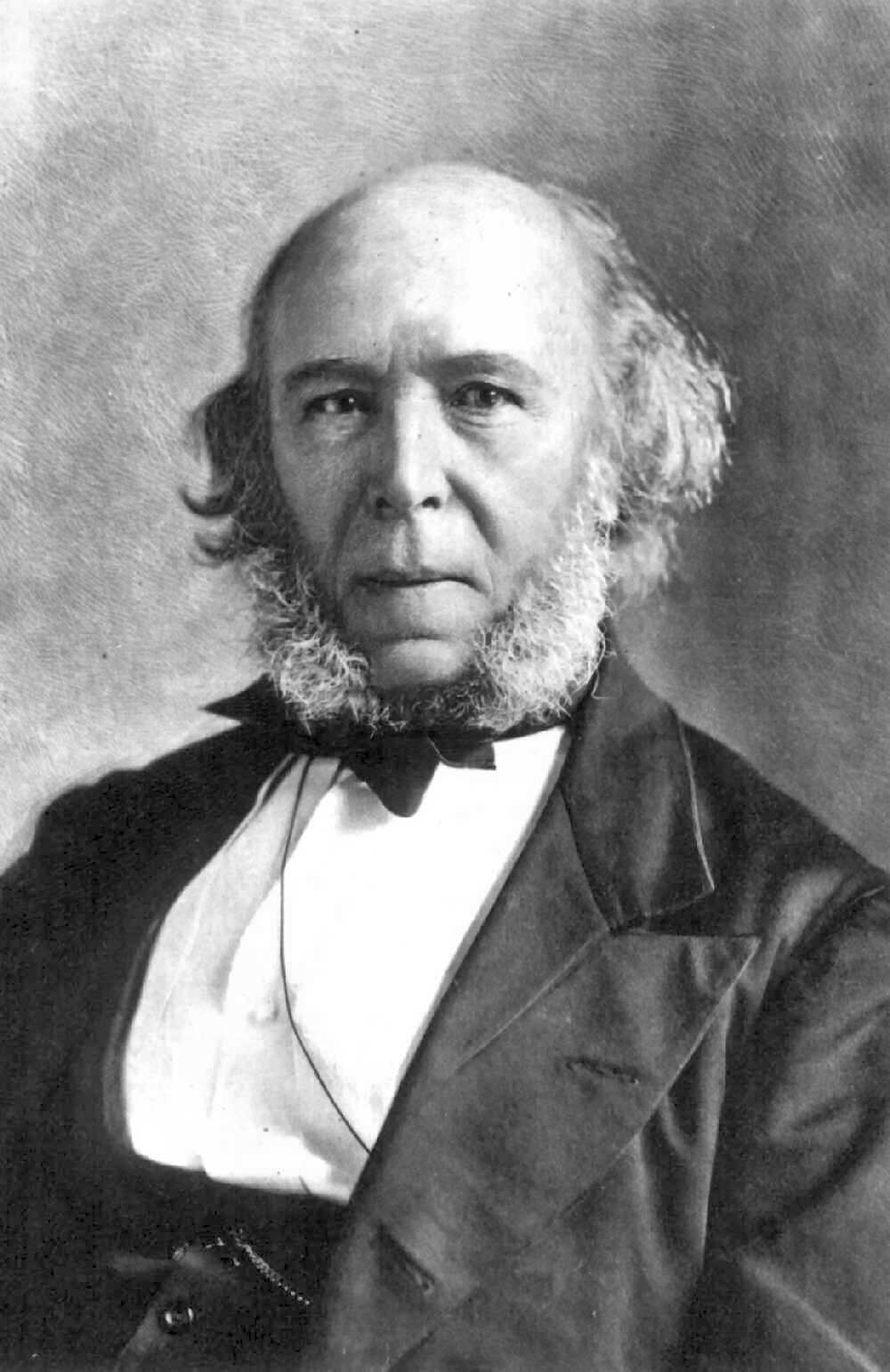
ハーバート・スペンサー

用語「古典的社会進化論(Classical Social Evolutionism)」は、19世紀のオーギュスト・コントやハーバート・スペンサー（語句「適者生存」を造り出した）、ウィリアム・グラハム・サムナーの作品に最も近く結び付けられる。多くの点で、スペンサーの「宇宙の進化(宇宙論)」の理論はチャールズ・ダーウィンの近年の研究より、ジャン＝バティスト・ラマルクとオーギュスト・コントの研究で、より一層の多くの共通点がある。スペンサーは同じくダーウィンより数年より早い彼の理論を展開し、そして発表した。しかし、社会的慣行に関して、スペンサーの作品が「社会進化論」として分類される方が良い場合がある。彼が長い間で社会が進歩し、進歩が競争を通して達成されたと書いたが、彼は、むしろ集団主義より個人の方が、進展する分析の単位である、進化が自然淘汰を通して起き、それが生物学であると同様、社会の現象に同じ影響を与えることを強調した。それにもかかわらず、ダーウィンの研究の発表は、社会文化的進化の提案者に恩恵を証明した。社会の行動と、今日さえ多くの人類学者と社会学者によって取り上げられる社会科学の世界は、生物進化と似たような問題があり、生物学の類似性がある。　　
スペンサーとコントの両者は、社会を成長の過程を受けやすい一種の生体だと見なしている。つまり、単純さから複雑さまで、カオスから秩序まで、一般化から専門化まで、柔軟性から組織化まで。それらは社会の成長(Social_progress)の過程がある特定の段階に分けられ、の初めと終わりを持つことができる、そしてこの成長が実際社会の進歩であるということに同意したそれぞれのもっと新しい、いっそう進化した社会がもっと良いと思われる。従って、革新が、社会文化的進化の理論の基礎となっている基本的な考えの1つとなった。
社会学の父として知られるオーギュスト・コントは、3段階の法則を定式化した。人間の進化が、形而上学上で考え出された、そして人間が超自然の生きものから自然の現象の説明を求めた神学のステージから自然が不明瞭な力(force)の結果と想像された、そして人間がすべての抽象的な、そしてわかりにくい力が捨てられる、そして自然の現象がそれらの不変の関係によって説明される最終の肯定的なステージまで自然の現象の説明を求めた抽象的なステージを通して進行する。この進歩は人間の心の発達と世界の理解への考え、思考の適用の増加を通して強制される。
個人のために自由が増えるに従い、社会が進展する事を信じていた、ハーバート・スペンサーは、政府介入が社会の政治的な生活で最小であるべきであると考えて、社会の中で内規のタイプの上に焦点を合わせ、開発の2つの段階を区別した。彼は、軍と工業社会を区別した。初期には、軍の社会の基本は征服と防衛の目標を持っていて、中央集権化され、経済的に自足で、 集産主義であって、グループの善人を個人の善人の上に置いて、強制、力と抑制を使って、忠誠、服従と自制に報酬を与える。工業社会は生産目標と取引を持って、経済関係によって他の社会を持って地方分権で、緊密に結びついており、自発的な協力と個々の自制を通してそのゴールを達成し、個人の善を最も高い値として扱って、自発的な関係によって社交生活を規制して、指導力（イニシアティブ）、独立と発明を高く評価する。
スペンサーの学者が彼の関連をどのようにダーウィンへ解釈するかにかかわらず、スペンサーは特に米国で、1870年代に、信じられないほど人気が高いことが分かった。エドワード・ユーマンズ(en:Edward L. Youmans)、ウィリアム・グラハム・サムナー、ジョン・フィスク(en:John Fiske (philosopher))、ジョン・ウィリアム・バージェス、レスター・フランク・ウォード(en:Lester Frank Ward)、ルイス・H・モーガンと金ぴか時代の他の考える人のような著者がすべて、ダーウィンと同様、スペンサーへの露出の結果として社会進化論の類似の理論を展開した。

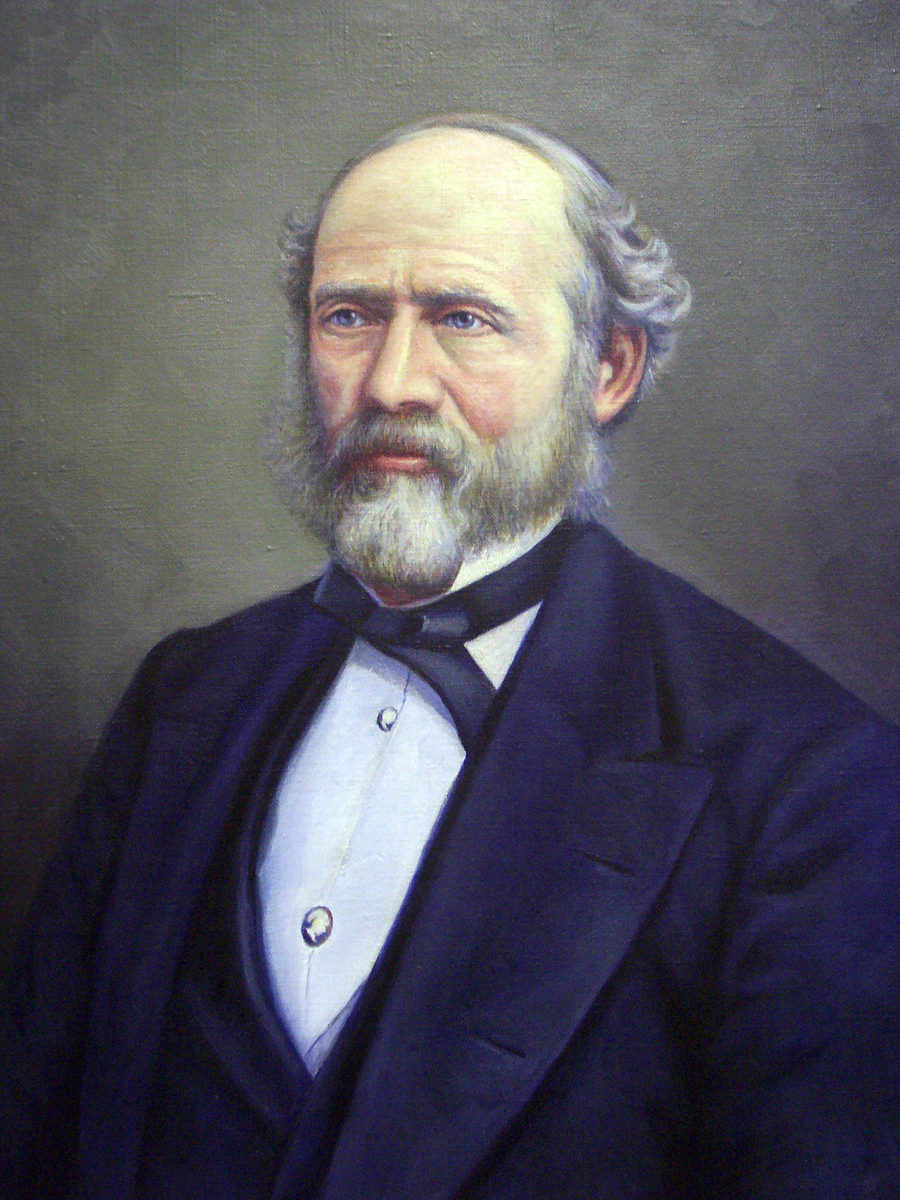
ルイス・ヘンリー・モーガン

その考えが社会学にたくさんの影響をこれまでに与えている人類学者、ルイス・H・モーガンは、1877年の古典的な古代の社会で3つの時代を区別した。未開(savagery)、野蛮(barbarism)そして文明である。それらは、火、弓、未開の時代の陶器の利用。動物の家畜化、農耕、金属加工のような野蛮の時代。と、アルファベットと"書く"ことの文明時代。のような技術的な発明によって分類させられる。モーガンは、社会の進歩と技術進歩の間に結びつきを導入したのである。
モーガンは、技術の発展を、社会の発展の背景にある力として見た。つまり、社会の慣例の幾つかの、組織やイデオロギーといった社会の変化は、それらが技術の変化の始まりを持つ。モーガンの理論は、『家族・私有財産・国家の起源』の研究を仕事の基礎を置いたフリードリヒ・エンゲルスによって有名になった。エンゲルスと他のマルクス主義者にとって、物質主義の要因(経済的、技術的)が人類の運命を形づくることにおいて、決定的であるそれらの信念を支持したこともあり、この理論は重要である。
コントと並びもう一人の社会学の「父」であるエミール・デュルケームは、類似的、社会の進歩の両断論理(en:Dichotomy Dichotomy)の見解を開発した。機械的な団結から有機的な団結まで進行することに関して、彼が社会進化を明確にしたとき、彼の重要な概念は社会的連帯であった。機械的な団結で、人々は自足である。ほとんど統合が無く、そしてそれで軍事力行使と抑制が社会をまとめておく必要がある。有機的な団結で、人々はずっと統合化されていて、そして相互依存である、そして専門化と協力は大規模になる。機械的な団結から有機的な団結への進歩は最初に「道徳性密度」（いっそう複雑な社会的相互関係の展開）を増やすや否や第2の人口増加と増加する人口密度の上にそして仕事場で、第三に、増加する専門化に基づいている。デュルケームに、社会の進歩で最も重要な要因は分業である。
イギリスのタイラー卿と米国のルイス・ヘンリー・モーガンはアメリカインディアンからのデータを研究した、彼らが誰を主張したかが過程への洞察を与えた文化的な進化と文化の進化の発展のより以前の段階を表した。モーガンは後にカール・マルクスと社会の内部の矛盾が社会主義の社会で終わった一連のエスカレートしているステージを作成した社会文化的進化の理論を展開したフリードリヒ・エンゲルスに対する重要な影響を持っている。（マルクス主義を見よ）。 タイラーとモーガンは、それらの全体として人類の成長の固定されているシステムの範囲内に属することに従って文化を分類して、そしてこの成長の様式とメカニズムを調べることについての基準を指定して、単線的進化の理論を詳述した。彼らはしばしば、個々の文化ではなく、一般的な文化に対する関心事であった。
異文化間のデータの分析は3つの仮定に基づいている：
1. 近代社会はより「原始的」か、より「文明的」と分類され、順位付けされる。
2. そして「文明的」なはっきりした段階がある（例えばBand_society(en:Band society)、部族、首長制(Chiefdom)と国家である。）
3. すべての社会は同じ順列で、しかし異なった度合いでこれらの段階を通して進歩する。

社会の複雑さ（クラス分化と複雑な分業を含めて）、あるいは知的な、神学の、そして審美的な洗練の増加を増やすことに関して、理論家が通常発展（すなわち、1つのステージと次の間の相違）を評価した。これらの19世紀の民族学者はこれらの原則を主に種々の社会の間で宗教的な信念における相違と血縁の用語(kinship terminologies)を説明するために使った。
レスター・フランク・ウォード(en:Lester Frank Ward)はスペンサーの理論を展開したが彼の理論とは異なっていた。発展が全部の世界に適用でき、身体と社会学的が一般的な過程であると考えでは無く、生物進化から社会学的な進化を区別したのである。彼は、人間が彼ら自身の為にゴールを作り出し、自分自身を理解するのを努めているが、その一方で、非人間社会においては、そのような知性と自覚への誘導の自覚は無く、大体ランダムに発展すると強調している。彼は現出過程の階層を作り、 最初に、世界の宇宙の生産(cosmogenesis)、創造と発展がある。その時、生命が進化した後、生物発生があった。人間性の発展が人間の心によって影響を与えられる人類発生に導きかれる。最終的に、社会が発展する時、社会行動因も同様となり、社会を種々の政治的で文化的で、イデオロギーのゴールと適合する科学に方向づけることとなる。

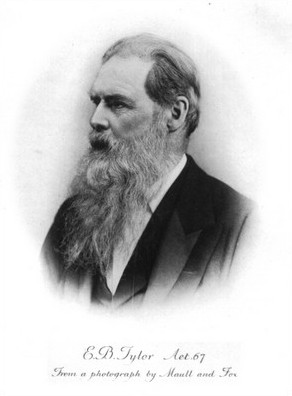
エドワード・バーネット・タイラー

人類学の先駆者のエドワード・バーネット・タイラーは、文化が全ての社会において重要な一部分であり、同じく進化の過程の適用を受けていることを指摘して、世界的に文化の発展に焦点を合わせた。彼は社会が文化的な開発の異なった段階にあり、人類学の目的が、基本の始まりから近代的な状態まで、文化の発展を再構築することであったと信じたのである。
フェルディナント・テンニースは、正式でない社会からの発展を革新と描写する、そしてそこの人々は多くの自由を持ち、そしてそこでは近代的な、正式の理性的な社会や、慣例と法律によって独占されるほとんど法律と義務は無く、望むとき、演技から限定されていた。すべてのより小さい社会が一つの、大きい、近代社会に吸収されるとき、彼は同じく標準化と統一の傾向があることを指摘する。それでテンニースは今日グローバル化として知られている過程の一部を記述すると言うことが出来る。彼は、同じく社会の発展が必ずしも正しい方向に入っていない、社会の進歩が完璧ではないと主張する最初の社会学者の1人であった、彼によると、社会の課程は不完全であり、新しいものの後退と呼ばれさえすることができる。それは、高いコストを支払った後で、社会を作り上げている個人的な満足の減少の結果であるとした。
一般的に、社会文化的進化論者としては扱われなかったマックス・ウェーバーはの理論は、権限を3部からなる分類の理論は同様に進化論だと見なされることができる。彼は、政治的指導力、支配と権力の3つの理想体型を区別した。(家族や、宗教的な)カリスマ的な支配。(総主教、新国家主義、封建制)の伝統的な支配、家と法律上の合理的な支配(近代の法律と国家、官僚制)。 彼は又、合法的な支配が最も進歩しており、その社会は、主として伝統的でカリスマ的な権力から、主として理論的で合法的なものに発展すると指摘している。　

### 批評と近代の理論に対する影響
20世紀初めは、体系的な危機的な試験と社会文化的進化の多系理論の全面的な一般化の拒絶の期間の幕開けであった。文化人類学者のフランツ・ボアズ、と彼の学生たち(ルース・ベネディクト、マーガレット・ミード)　は、典型的に人類学の古典の社会進化論の批判のリーダーと見なされた。洗練された民族誌やより苛酷な経験的な方法を、思弁的なスペンサー、タイラーとモーガンの理論は系統的な民族学のデータを誤り伝えたと議論するために用いた。進化の「段階」に関しての理論が特に錯覚として批判された。さらに、彼らは、いわゆる旧式の現代社会がちょうど同じぐらい多くの歴史を持って、そして、いわゆる文明的な社会として、同じぐらい進化していたことを指摘して、「原始的」と「文明的」の間の区別（あるいは「近代的である」）を拒絶して、いわゆる原始の一時的な社会は多くの歴史があり、それは文明がある。つまり文明化したことになる。従って（彼・それ）らはこの理論を読み書きをしない(non-literate)（すなわち歴史の書類を残さない）民族の歴史を再構築するために使うどんな試みでも完全に思弁的で、そして非科学的であると論じた。
モーガンはインディアンの共同体に実地調査を行って、彼らの社会は白人社会よりも劣っていると主張したが、実際にはインディアンの共同体社会は高度な平等主義に基づくバンド集団それぞれの自治による合議制民主主義社会である。インディアンの部族はそもそも「首長制」という社会システムを持っていない。モーガンらの研究は根本的に誤解と偏見に基づく誤ったものである。
スー族インディアンであるヴァイン・デロリア・ジュニアは、モーガンたち人類学者の「フィールドワーク」は、常にインディアンを子供扱いし、白人社会の偏見を通して行われ、歪められたものであり、その研究報告は、現実のインディアン共同体社会とは全くかけ離れたものであるとして、これを完全否定している。
「白人の人類学者たちがインディアンの共同体にやってきても、長老や伝統派は彼らに決して会うことはない。人類学者の相手をするのは金品目的の日和見主義者たちか子供だけであり、彼らは人類学者にデタラメを話す。人類学者たちはこれを本気にして、このデタラメを基に論文を書く」。
偏見と人種差別に基づくモーガンらの学説は、アメリカ合衆国におけるヨーロッパ白人文化の優位性の立証として、人類学者たちから支持され、支配階級である白人種が、いわゆる「野蛮な民族」を「開化させ」、「進化させた」、その影響の理論として用いられた。そして「黒人やインディアンは、白人よりも遅れた劣等民族である」として人種を等級づけるモーガンの学説は、合衆国でしばしば人種差別を恒久普遍化するために使われたのである。
モーガンは、「人類が文明の時期に達するために95,000年かかった」とし、「その発展段階をスキップしたり、速めたり越えることは不可能である」とした。つまり彼の学説では、「95,000年遅れている」、「野蛮で凶暴な」インディアンや黒人は、白人の文化レベルには永久に追いつくことはできないのである。もちろんこの理論は全くの誤りであり、現在これを評価する者はいない。
モーガンは、アメリカインディアンはせいぜい「上位の野蛮人」であって、ヨーロッパ白人こそが文明段階にあり、支配者たるものだと考えた。白人種は他の「有色人種」よりも、より進化しているとの含みで、彼の論理的結論は、「文化的な社会は原始社会の文化よりはるかに進んでいる」というものだった。もともと「凶暴性」と「野蛮性」というモーガンの定義づけは、「アメリカインディアン」と同義語とされた言葉だった。16世紀から19世紀を通して、インディアンは白人から常にこう呼び習わされ、合衆国のステレオタイプとして、21世紀の現在においても「インディアン・マスコット問題」などでインディアン民族が圧迫を受け続けている差別概念である。
彼らは、典型的に近代的なヨーロッパのそれとまったく同じの文明のステージで終わった仮定された発展が自民族中心的であると述べた。 彼らは同じく理論が、実際文化的な特徴と形式がしばしば社会の境界線を越えて、そして多くの異なった社会の間で放散するとき、社会が明らかに境界があって、そして別であると想定する（そしてそれで変化の重要なメカニズムである）ことを指摘した。 ボアが思弁的な成長段階よりむしろ実際の文化的な、そして歴史的な過程を識別するために生まれつきの民族の間で実地調査に集中した文化の歴史アプローチを導入した。この「文化の歴史」アプローチは20世紀の前半にアメリカの人類学を独占して、そしてそれでレベルが高い一般化と「制度設定」が過去にずっと少ししか普通にならなかった他の人類学に影響を与えた。
後に批評家が、ヨーロッパの政権が非西洋社会を植民地化していた時に、固く境界がある社会のこの仮定が正確に提案されて、そしてそれで自分の利益のみを追求したと述べた。 多くの人類学者と社交的な理論家がめったに頑丈な経験的な基盤に基づいては今 unilineal 培養的と社会進化が西洋の神話であると考えていない。1914年と1945年の間に起こった衝撃的な世界大戦はヨーロッパの自信に障害を与えた。 何百万という死、大量虐殺とヨーロッパの産業基盤の破壊の後に、進歩の考えはせいぜい疑わしく思われた。
それで近代的な、社会文化的進化が種々の理論的な問題のために、大部分の古典の社会進化論を拒絶している。
1. その理論は深くエスノセントリズム(自民族中心的である)－それは最も貴重であると考えられる西洋文明と同等に異なった社会の上に重い価値判断を下す。
2. すべての文化が同じ流れあるいは数列の後に続いて、そして同じゴールを持っていると想定した。
3. 文明を物質的な文化（技術、都市など）と同等に扱った。
4. 進化論の深い誤解に基づいて、進化を進歩あるいはフィットネスと同等に扱った。
5. それは大いに証拠によって否定される。 多くの（しかし全てではない）が恐らく旧式の社会が多分多くの近代社会よりいっそう穏やかで、そして均等で/民主主義であって、そしてダイエットとエコロジーに関してより健全である傾向があるわけではない。
6. 社会進化が科学的な理論だと断定されたから、それはしばしば不公平な、そしてしばしば人種差別的な社会の業務－特に植民地政策、奴隷制度と工業化されたヨーロッパの中で存在している等しくない経済の状態を支持するために使われた。それがナチスによって使われる若干の原理に導いたとき、社会ダーウィニズムは特に批判される。

モーガンは人類一源論者で、人間が一つの種から進化を通して多様化していったと考えた。対照的に、人類多起源説者は極端な科学的方法を採り、異なった人種が互いに独立して発生したと提唱し、「赤い肌」と「黒い肌」は、白人種とは別の種だとし、両者は人類の起源に関して争った。彼らの理論を説明するために科学的方法を用いたモーガンたちのこの方法論は、一般的には「科学的人種差別主義」と呼ばれている。

## 近代の理論

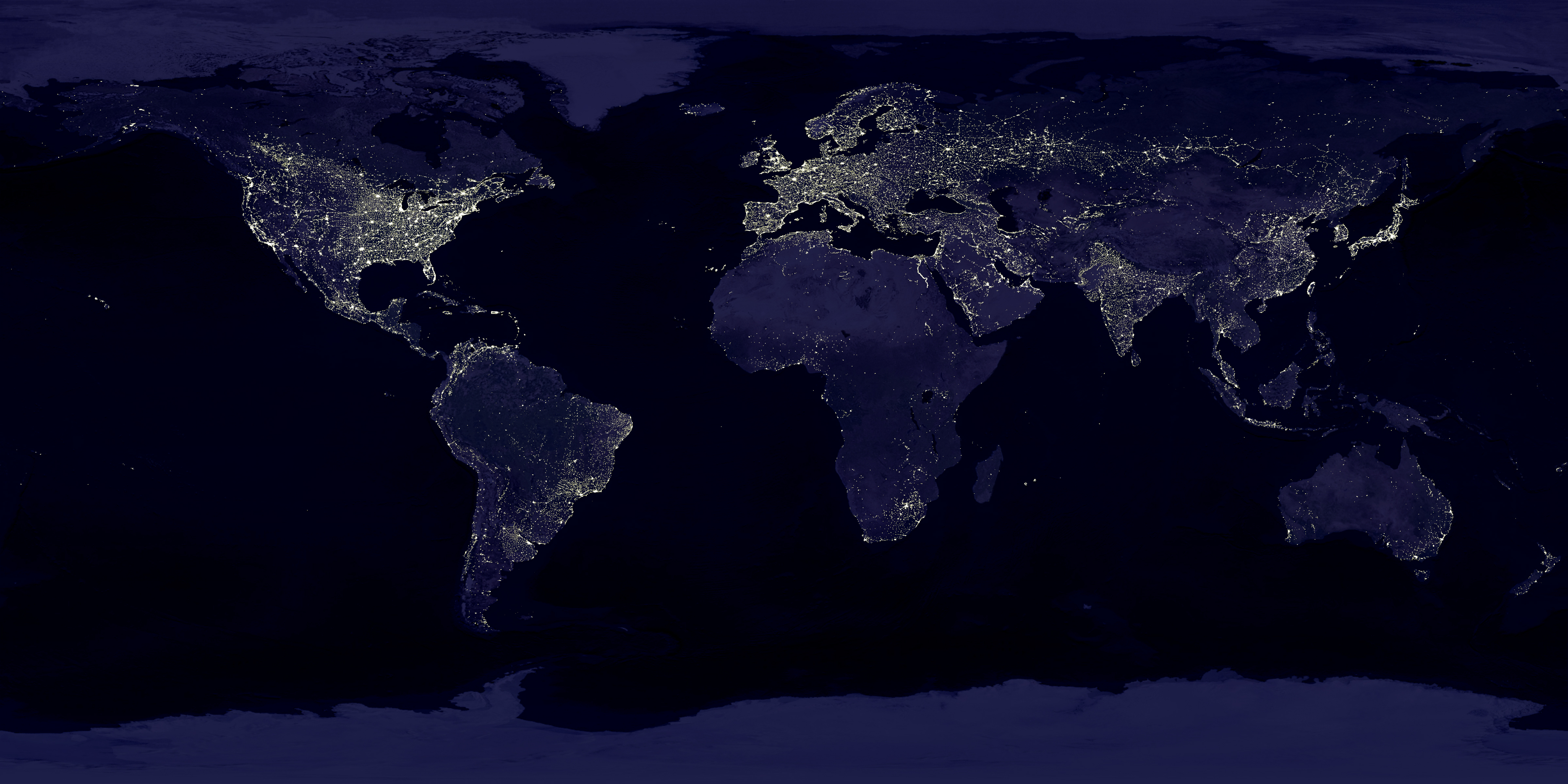
夜の地球の複合したイメージ（DMSPのデータよりNASAとNOAAが作成）。地球の最も明るい場所は、人口が最も密集しているが、必ずしも人が多いとは限らない。電灯が発明されて100年以上経過したにもかかわらず、若干の地域は人口が低いままだ。

1941年に人類学者ロバート・レッドフィールドは「民族の社会」から「都市社会」までの移行について記した。1940年代までにレズリー・ホワイトとジュリアン・ストワードのような文化的な人類学者がいっそう科学的な基礎の上に進化のモデルを復活させようと努めて、そして社会文化的進化論として知られている研究を立ち上げることに成功した。

### ネオ進化論（neoevolutionism）
ネオ進化論は近代の多系進化のシリーズの最初の理論である。それは1930年代に出現し、第二次世界大戦の後に広範囲に発展し、1960年代に人類学と社会学両方に取り入れられた。それは考古学、古生物学と歴史学方法論の分野からの経験的な証拠の上に理論の基礎を置き、そして道義的であるか、あるいは文化で、その代わりに客観的で、そしてただ記述的なままでいようとして値のシステムに対するどんな言及でも排除して、それ自身であろうとする。
その進化の過程の一般原則を与えることによって、19世紀の進化論 が文化がどのように発達するか説明した間に、それは早い20世紀について同じぐらい非科学的で歴史上の個別主義者(particularists)によって退けられた。 それは進化の思考を持って戻ってきた新進化思索家であり、現代の人類学にとって受け入れられるためにそれを開発した。
新進化は、それほど前の社会学の発展関連の理論で最有力の古典の社会進化論、すなわち、社会の進歩のそれの多くの考えを捨てる。その時、新進化が因果律議論を捨て、事故と自由意志が社会進化の過程にたくさんの影響を与えると論じて、蓋然性を導入する。それは同じく反事実的条件文の歴史をサポートする。「何のもし」に尋ねることと、だまされて、そして次の通りで異なった可能な道のそれほど社会の進化がそうするかもしれない（あるいはそうしたかもしれない）と思うことは種々の文化が異なった方法で発達するかもしれないという事実、他の人たちが通過した若干のスキップしている全部のステージを可能にする。ネオ進化論は経験的な証拠の重要性を強調する。19世紀の進化論が価値判断と仮定をデータを翻訳するために使った間に、ネオ進化論が社会文化的進化のプロセスを分析するための測定可能な情報に頼った。
レズリー・ホワイト、文化の発展の著者： Civilization の展開はローマ（1959）の没落に、人類の全歴史を説明する理論を作ろうと試みた。 彼の理論で最も重要な要因は技術である。ホワイトはルイス・ヘンリー・モーガンの理論に共鳴し、自著［5］で社会システムが技術的システムによって決定されると書いた。社会について進歩を測るように、彼は社会のエネルギー消費の処置を提案し、人間の開発を5段階に区別した。 最初は、人々が自身の筋肉のエネルギーを使う。 2番目に、人々は飼い慣らされた動物のエネルギーを使う。 3番目に、（農業革命に言及するように）人々は植物のエネルギーを使う。 4番目に、人々は石炭、オイル、ガスなど天然資源のエネルギーを使うことを学ぶ。 5番目に、人々は核エネルギーを利用する。ホワイトは、Eが消費されるエネルギーの基準である処方箋、P ＝ E * T、を紹介した、そしてTがエネルギーを利用するテクニカル要因の効率の法案である。 この理論はロシアの天文学者ニコライ Kardashev の Kardashev スケールの後の理論に類似している。
ジュリアン・スチュワード、文化チェンジ： Multilinear 進化（1955、再版された1979）の方法論の理論の著者、が社会が環境に順応した方法を調べた「多線の」進化の理論を作った。このアプローチはホワイトの「unilinear 進化」の理論よりいっそう微妙な陰影に富んでいた。他方の執事が進歩の19世紀の概念を拒絶して、そしてその代わりに、すべての社会がいずれかの方法で環境に順応しなければならなかったと論じて、「適用」のダーウィン説信奉者の概念に対する注意と呼ばれた。彼は社会が搾取した特定の資源の検査、これらの資源を搾取する社会が頼った技術と人間労働の組織化を通して異なった適用が研究されることができたと論じた。彼はさらに異なった環境と技術が異なった種類の適用を必要とするであろう、そして資源基準あるいは技術が変化した（とき・から・につれて・ように）、文化も同じくそうするであろうと論じた。換言すれば、文化が若干の内面的な論理によればではなくてむしろ変化している環境との変化している関係に関して変わる。従って培養が（彼・それ）らが変えたと同じ秩序で同じ段階を通過しない － どちらかと言えば、（彼・それ）らはさまざまな方法と指示で変わる。 彼は彼の理論を「多直系の現出」と呼んだ。 彼は人類の全部の発展をカバーしている社会の理論の創造の可能性を疑問視した；しかしながら、彼は人類学者が特定の現存の文化の記述に限定されていないと論じた。 彼は典型的な普通の培養、特定の時代の代表者あるいは地域を分析している理論を作ることは可能であると信じた。 所定の文化の開発を決定している決定的な要因として彼は技術と経済的側面を示して、そして政治システム、観念と宗教のように、第二の要因があることを指摘した。 それらすべての要因は同時にいくつかの方向に所定の社会の発展を推し進める；それで、これは彼の進化論の多線形性である。
マーシャル・サーリンズの『発展と文化』(Evolution and Culture, 1960)、は社会の発展を「一般的」と「特異的」に分けた。一般的な進化は周囲の状況に複雑さ、組織化と適応性で増やすべき文化的な、そして社会のシステムの傾向である。 しかしながら、種々の文化が孤立していないとき、相互作用（技術的な発明のような）の特質の拡散がある。種々の要素が異なったコンビネーションでそして進化の異なった段階の上に紹介されるとき、文化を異なった方法（特定の進化）で発達するように仕向ける。
ゲアハルト・レンスキ(Gerhard Lenski)の著書『彼の力と威信(his Power and Prestige)』（1966年）と『人間社会：マクロ社会学の紹介』(Human Societies: An Introduction to Macrosociology)（1974年) で彼はレズリー・ホワイトとルイス・ヘンリー・モーガンの研究を詳細に述べた。彼は技術進歩を、社会と文化の発展の最も基本的な要因だと見なした。ホワイトの論である、利用できるエネルギーの創造の能力が技術の定義とは異なっている、又、レンスキは情報の量とその使用に焦点を合わせた。 所定の社会が持っている情報と（特に自然環境を形づくることを許している）知識がより多いと、それだけ社会はいっそう進歩する。彼はコミュニケーションの歴史で、進歩に基づいて、人間の進化の4つの段階を区別した。第一段階に、情報が遺伝子によって渡される。第二段階、人類が直感を得ると経験によって情報を学びそれを渡すことが出来る。第三段階、人はサインを使い始めて、そして論理を展開する。第四段階、彼らは記号を作って、言語と執筆を発展させることができる。
コミュニケーションの技術の進歩による経済体制と政治システム、商品の分配における進歩、社会的不平等と社会の生活の他の社会的地位を意味する。彼は技術、コミュニケーションと経済のレベルに基づいて同じく社会を区別した。(1)狩猟人と収集人、(2)単純な農業、(3)進歩した農業、(4)工業、(5)特別(fishing societiesのようなもの)。
タルコット・パーソンズ、社会の著者：進化の、そして比較の展望（1966）と近代社会のシステム（1971）は4つのサブプロセスの中に現出を分割した：（1）メインシステムから機能的なサブシステムを作るディビジョン；（2）それらのシステムがいっそう効率的なバージョンに発展する適用；（3）要素の包含が前に既定の事実からシステムを除外した；そして（4）いっそう多くの複合センターの合法化をシステム増やしている値の一般化。 （1）原始で、（2）古風で、そして（3）近代的で：彼は進化の3つの段階に対してそれらの過程を示す。 古風な社会が、近代的である間に、書くことについての知識が法律の知識を持っているようにする。 パーソンズは西洋文明を近代社会の、そして彼が最もダイナミックなものが発展した（とき・から・につれて・ように）合衆国であると宣言したすべての西の文化に参加するのをやめている頂点だと見なした。

### 社会生物学
社会生物学はおそらく古典的な社会進化論から最も遠い位置にいる。これはE.O.ウィルソンの1975年の著書『社会生物学：新たな総合』によって提案された。ウィルソンは生物学の中心的な理論であるネオダーウィニズムを社会科学分野に援用し、ヒトの社会的な習性、例えば利他主義や攻撃性、愛情などを説明しようと試みた。それによってウィルソンは20世紀でもっとも大きな科学的論争の一つを引き起こした。
社会生物学者は、ヒトは社会文化的進化と生物学的進化、双方の産物であるという二重相続理論に賛成した。それぞれの要因は個別の選択メカニズムと伝達様式（生物学的には遺伝子であり、文化的進化の単位はしばしばミームと呼ばれる）を持つ。DITとは別にミームを研究するミーム学というのもあるがとDITにはミームに遺伝的形質を認めるか、認めないかなどの多少の差異がある。このアプローチは文化の変容に影響を与える文化の「伝達メカニズム」と「選択圧」に注目している。
社会文化進化のこのバージョンは20世紀初期から中期の古典的な社会進化モデルとの共通点がほとんど無い。このアプローチは一部の文化人類学者、心理学者、自然人類学者が受け入れた。「現代の進化的総合」としても知られるネオダーウィニズムは、一般にチャールズ・ダーウィンの自然選択による進化の理論とグレゴール・メンデルの遺伝学を基礎とした数学的な集団遺伝学の結合を意味している。
基本的にネオダーウィニズムは二つの重要な発見の結びつきを明らかにした。すなわち進化のメカニズム（選択）と進化の単位（遺伝子）である。社会生物学は生物学への強い依存のためにしばしば生物学と社会学分野の支流と見なされる。しかしそれは動物行動学、進化学、動物学、考古学、集団遺伝学そのほか非常に多くの科学分野の技術や知識を取り入れている。人間社会の研究の分野で、社会生物学は人間行動生態学および進化心理学に密接に関連している。社会生物学者は遺伝子の役割は非常に複雑で、遺伝子と環境の相互作用はしばしば予測できないと述べる。しかし社会生物学は遺伝子だけで人間の特定の行動を説明しようとしているという批判を伴って未だに論争の的になる。人間の行動に遺伝子が果たす役割について論じることを批判した近年のもっとも著名な科学者はリチャード・ルウォンティンとスティーヴン・ジェイ・グールドであり、20世紀初頭にはフランツ・ボアズがいた。
進化心理学の高まりのために、文化の適応と選択の原理を集団遺伝学の数学的原則を用いてモデル化しようとする別の一派が過去25年の間に姿を現した。この一派はUCLAのロバート・ボイドとUCデービス校のピーター・リチャーソンによって開拓され、ウィリアム・ウィムサットによって拡張された。ボイドとリチャーソンの著書『Culture and the Evolutionary Process（1985）』は非常に高度な数学を用いて文化の変容を説明しており、後にもう少し一般向けに『Not by Genes Alone(2004)』が発表された。ボイドとリチャーソンの視点によれば、文化的進化は生物学的進化とは異なる次元に存在する。二つは関連があるけれども、文化的進化は生物学的進化よりもダイナミックで、急速で、人間の社会に影響力がある。

### 近代化理論
近代化の理論は、1950年代と1960年代に発展させられ、普及した理論である。そして、依存心理論と開発理論に近く、関係がある。それは社会文化的進化の前の理論を実際的な経験と経験的な研究、特に非植民地化の時代からのそれらと組み合わされる。理論は次のように述べられる：
- 西洋の国々は最も発展した、そして世界の残り（主として以前の植民地）は開発より初期の段階にあり、やがて劇的に西洋諸国と同じのレベルに到達する。
- 伝統的な国から先進諸国への変化する発展の段階。
- 第三世界諸国が彼らの社会の発展とより発展したいという彼らのやり方の方向性の必要性の遅れ。

古典の社会進化論の理論から発展させた近代化の理論は、近代化の要因を「多くの社会が、単純により進歩した社会や文化の模倣を試みている（か、する必要がある）」という要因を強調している。それは又次のようにすることが出来ると述べられる。社会の工学技術の概念と先進国が発展途上国を直接、あるいは間接的に、助けることができることを支持し、又そうすべきである。
この理論に多くを貢献した科学者はウォルト・ロストウである。彼の著書、『経済的成長の段階：非共産党宣言』(1960年(The Stages of Economic Growth: A Non-Communist Manifesto)、国のために必要な要因が彼のロストヴィアン離陸モデル(Rostovian take-off model)で近代化に道に達することを示そうとして、近代化の経済体制面に集中する。デイヴィッド・アプターは、民主主義の、良い統治と効率と近代化の間に接続を研究して、民主主義の政治システムと歴史に集中しました。 デイビッド・マクルランド(David McClelland)（『社会を達成すること(The Achieving Society,)』、1967年）は心理上の展望からこの主題に取り掛かりました、彼の動機づけで、社会を与えられるまで、近代化が起きることができないと論じている理論が革新、成功と自由企業体制を高く評価した。 アレックス・インケルス（近代的になる(Becoming Modern)、1974年) 類似的が、新しい経験のために開いている、合理的な公共政策と文化的な問題に興味を持っていて、そして将来の長期の計画を作ることが可能であって、独自で、アクティブである必要がある近代的な性格のモデルを作った。ユルゲン・ハーバーマスの若干の仕事が同じくこの部分領域と関係している。
近代化の理論は、西洋世界と文化に一方的に焦点を合わせた古典の社会進化論（特に自民族中心的でありすぎる事）に若干類似している為、多くの批判に影響を受けやすい理論でもある。

### 安定した文化の予測と、社会の未来
のための［編集］予報がグールドとエルドリッジが生物進化のために発達させた分断平衡の後に続きます。 ブルームフィールド［6］［7］は人間の社会が最初、安定した社会、より大きい複雑さで次の安定した社会をもたらしている移行を意味するであろう分断平衡の後に続くと書きました。 これらのガイドラインを使って、人類が安定した小作農社会に安定した動物社会、安定した部族の社会への移行、もう1つの移行を（これまでに）持っていて、そして現在過渡的な工業社会にあります、そしてもし男の前の変化が延長されるなら、人類が未来の安定したオートメーション化された社会を持つでしょう。
人間の社会のステータスは食糧生産の生産性に基づきます。 Deevey ［8］は人の数の成長について報告しました。 Deevey は同じく、生産性が安定した社会のためにほんの少ししか変化しないが、移行の間に増加することを指摘して、食糧生産の生産性について報告しました。 生産性と特に食物生産性がもう増やされることができないとき、ブルームフィールドは人間が安定したオートメーション化された社会を達成してしまっているであろうことを提案しました。 オートメーション化された社会は種が変化するようにすることは人間にとって可能であるかもしれないスペース構成要素を持っていることを期待されます。 太陽衛星発電所から無制限のエネルギーを供給することによって、スペースが同じく現在の汚染問題に対する解決を提供すると同様、人口の継続的な成長を考慮に入れると考えられます。

### 脱工業化社会（理論）
科学者が持っている脱工業化社会の理論が進化論を種々の傾向を分析して、そして社会の将来の開発を予測するために使った。これらの科学者は、その当時、工業社会の終焉がやってくると論じて、脱工業化社会の理論を作り出した。そしてサービスと情報が産業と商品よりいっそう重要になったのである。
1974年、ダニエル・ベル、『脱工業社会の到来(The Coming of Post-Industrial Society)』の著者、は脱工業化社会の概念を提起した。多くの古典派の進化論者のように、彼は人類の歴史を3つの時代に分けた。産業革命以前、産業革命、そして産業革命以後である。 彼は20世紀の終わりまでに、米国、日本と西ヨーロッパが産業革命以後の段階に届くと予測した。これは、以下の事で明らかである：
- 伝統的な産業部門（19世紀の産業革命の後にいっそう伝統的なもの、農業と採鉱部門を凌いだ製造業）の上のサービス部門（経営、銀行業務、貿易、輸送、医療、教育、科学、マスメディア、文化）の支配。
- 情報技術の拡大する重要性。
- 長期計画、モデリング未来傾向の増加した役割。
- 技術家政治の支配と伝統的な倫理と観念上の実用主義。
- 増加する重要性と技術の使用と知性。
- 大いに教養を身につけている専門家と科学者が伝統的な中産階級市民に追いつくことでの社会のクラスの伝統的な階層の変化。

1970年代から、多くの他の社会学者と人類学者、例えばアルビン・トフラー（『未来の衝撃(Future Shock)』、1970年）とジョン・ネスビッツ(John Naisbitt)（『巨大潮流2000：1990年代の新しい方向、1982年』(Megatrends 2000: The New Directions for the 1990s)』はベルの足跡を追いかけて類似の理論を作り出した。ジョン・ネスビッツは、巨大潮流(Megatrends)の概念を提起した：世界的なスケールの上に社会を変えている強力な、世界的な潮流。それらの大傾向の間で彼はグローバル化の過程に言及した。もう1つの重要な大きな傾向が、コンピュータの性能の増加と、WWW (World Wide Web)の開発であった。マーシャル・マクルーハンは、地球村（『グーテンベルク銀河系』(The Gutenberg Galaxy)、1962年）の概念を提起した。そしてこの用語は、まもなくグローバル化とインターネットの研究者によって改変された。ネスビッツと脱工業化社会の理論の多くの他の提案者は、ローカルな議案提出権と直接民主制、伝統的な社会のクラスの階層の変更、新しい社会運動の発展と消費者と入手可能な選択の数(トフラーが使用した用語「オーバーチョイス(overchoice)」)の増加した権力の重要性を増やして、それらの大傾向が分権化、中央政府を弱めることを導くと論じます。
幾つかの基礎は技術的特異点の理論と関係がある人たちである。この理論は文明社会の発展で技術進歩の加速のために、社会の、科学的な、そして経済の変化が非常に速いので、そのほか何もその時特異点前の人によって、理解されて、確かに理解されるか、あるいは予測されることができない発射時の目標予想位置あるいは終止符を参照する。 このような特異点は最初に1950年代に論じられて、そして1980年代にヴァーナー・ヴィンジによって非常に普及させられた。
脱工業化社会理論の批評は、幾らかの予測としてもそれが非常にはっきりしない、現代の研究者によって予測された指示が、今日、目に見える傾向で将来に実在するか、あるいは発展するであろうという保証がないことを指摘する。しかし、未来を予言することを議論する真剣な社会学者は居ない。この理論が近代的な世界で起こった変化のより良き理解を得ることをそのような理論が我々に許す事だけである。

### 社会文化的進化に関する現代の道徳的で政治的な論議
冷戦の期間は、2つの超大国の間の競争によって特徴づけられる。両者とも、自分自身が地球上での最も大いに進化した文化であると考えられていたのである。USSR(ソビエト社会主義共和国連邦)は自国を、階級闘争が現れる社会主義社会で、共産主義の状態になる運命だと表現した。一方、タルコット・パーソンズを初めとするアメリカ合衆国の社会学者は、アメリカの自由と繁栄は、より高いレベルの文化と社会の社会文化的進化の証明であったと論じた。同時に、非植民地化がいっそう発達しようと努める、新たに独立した国によって進められた。－それ自身、ある形式の社会文化的発展の枠組みであった進歩と工業化の原型。
ルソーからこの発展が人間の自由と威厳の損害と同時に起こると論ずるマックス・ウェーバーまでヨーロッパの社会の理論に、しかしながら、伝統があります。 冷戦の絶頂において、この伝統は1960年代に積極行動主義者文化に影響を与えるためにエコロジーに対しての興味と合流しました。 この運動は調和の中に社会を連れて来ることについての重要性と環境を強調したいろいろな政治的な、そして哲学的なプログラムを生産しました。 新しい tribalists の現在の政治的な理論が意識して、近代の科学で（彼・それ）らを増大させて、エコロジーと原住民の生活方法をまねます。 Ecoregional デモクラシーが自然に発生する ecoregion の境界に「術策グループ」、あるいは、社会が周囲のエコロジーから相続する「さらに多くあるいはそれほど明確でない境界線」の中の、種族を閉じ込めようと試みます。 進歩が競争によって進むことができることの間にけれども種族とそれの中でエコロジーのボーダーによってあるいは、それに意識して欠乏しているエネルギーあるいは材料に順応することを強いることによって、人間の社会に対する自然淘汰の圧力をまねようと試みる自然な資本主義誘因によって制限されません. Gaians は社会が自然の効力を利用しているいっそう能率的な社会から deterministically に（彼・それ）らの生物圏のエコロジーにおける役割を果たすか、あるいは競争のために失敗としてほかに死に絶えるように変化すると論じます。
それで、若干名が社会文化的進化の理論にエコロジーと密接に結び付いたグループの社会のハーモニーを最適化することは「文明」に発展よりいっそう望ましいかあるいは必要であると断言することを請願しました。 （ハーパーズ火薬庫で報告された） Nearctic の専門家とネオトロピック原住民の2002年の世論調査が（彼・それ）らのすべてがその時の典型的なヨーロッパ人よりむしろ、どんなヨーロッパの連絡にでもの前に、1491年に典型的な新世界人であることをより好んだであろうことを明らかにしました。
（イースター島の山林伐採と北アメリカのマンモスの絶滅のような）ひどい環境被害をしている原住民の多くの歴史の例がある、そしてゴールの提案者が「高貴な野蛮人」という、インディアンに対する白人のステレオタイプ化を指摘することによって、このアプローチは批判された。気候の変動を無視して、「インディアンが乱獲したからマンモスが絶滅したのだ」という学説に対しては、ヴァイン・デロリア・ジュニアが「インディアンに対する人種差別である」として激しく批判している。
今日、ポストモダニストが発展あるいは社会の概念が固有の意味を持っているかどうか、そして（彼・それ）らが記述をしている人についてそのことよりいっそう多くが記述されているところをさらけ出すかどうかが疑われている。 観察している、そして観察された文化が容易に（彼・それ）らのそれぞれのプライオリティを伝えることが可能であるために（共通の設立存在論のような）十分な文化的な類似性に欠けるかもしれず1（人・つ）は、征服あるいはコロニー形成によって、もう1人にこのような信念と判断のシステムを課す恐れがある 例えば、原住民での数学と物理学の非常に異なった考えの観察が間接的にジョージ・レイコフの「数学の認知科学」のような考えに導いた。そしてそれは測定系が（彼・それ）ら自身客観的であり得るかどうか疑われている。